# Pfaffenhofen an der Roth
Pfaffenhofen an der Roth är en köping (Markt) i Landkreis Neu-Ulm i Regierungsbezirk Schwaben i förbundslandet Bayern i Tyskland.
Köpingen ingår i kommunalförbundet Pfaffenhofen an der Roth tillsammans med kommunen Holzheim.